# Richard Brodsky
Richard Brodsky (Brooklyn, 4 de maio de 1946 — Albany, 8 de abril de 2020) foi um advogado e político norte-americano de Nova York, membro do Partido Democrata.
Brodsky foi membro da Assembléia de Nova York representando partes do Condado de Westchester de 1983 a 2010.
Morreu em 8 de abril de 2020, aos 73 anos, em decorrência de complicações da COVID-19.